# Cnidoscolus shrevei
Cnidoscolus shrevei är en törelväxtart som beskrevs av Ivan Murray Johnston. Cnidoscolus shrevei ingår i släktet Cnidoscolus och familjen törelväxter. Inga underarter finns listade i Catalogue of Life.